# روناس
روناس (نام علمی: Rubia tinctorum) نام یک گونه از تیره روناسیان (روبیاسه) است. گیاهی است که به حالت خودرو در مناطق مدیترانه، در شمال آفریقا و بعضی مناطق آسیا می‌روید. خاستگاه نخستین آن خاور نزدیک و قفقاز بوده‌است.
روناس در قدیم در ایران به صورت سنتی در تبریز، ارومیه، اراک، فارس و یزد کشت می‌گردید و امروزه نیز به صورت خودرو در استان مرکزی و ساوه به صورت علف هرز در باغ‌ها در و در استان فارس نیز به صورت گیاه مرتعی مشاهده می‌شود.
مهم‌ترین مورد استفاده از روناس در صنعت، رنگرزی پشم در صنعت قالی‌بافی و پارچه‌بافی است. ماده رنگی روناس (آلیزارین) امروزه به‌طور صنعتی نیز تهیه می‌شود، با این وجود امروزه، به دلیل کشف رنگ شیمیایی آنیلین، تا حدود زیادی اهمیت خود را از دست داده‌است.

## ویژگی‌های ظاهری
ساقه این گیاه پوشیده از خارهای ریز می‌باشد و ارتفاع آن تا حدود دو متر می‌رسد. روناس با استفاده از خارهای ریزی که دارد به دیوار و درختان می‌چسبد و بالا می‌رود.
برگ‌های آن بیضی، نوک تیز و دراز بوده که به صورت گروهی و به شکل چتر از کنار ساقه بیرون می‌آید. گل‌های روناس کوچک و به رنگ زرد مایل به سبز می‌باشد. میوه آن گوشتی و به رنگ تیره‌است. ریشه آن به نام روناس معروف است به رنگ قرمز تیره و به صورت دراز، باریک و استوانه‌ای می‌باشد. دارای طعمی تلخ و گس بوده و قسمت مهم این گیاه از نظر طبی به‌شمار می‌آید.

## ریشه
ریشه روناس دارای خاصیت مدر، صفرابر، ملین و تا حدودی اوره خون را کاهش می‌دهد. یکی از خواص آن خاصیت انحلال سنگ‌های مثانه و کلیه است. روناس گیاهی است فوق‌العاده مقاوم به شوری و مقاومت در آن از نوع بردباری است و شوری خاک تا ۰/۳ درصد را به خوبی تحمل می‌کند.
ریشه‌های این گیاه پس از خشک شدن به سادگی پودر شده و در مجاورت با آب چسبناک می‌شود. برداشت روناس معمولاً در اواخر پاییز انجام می‌گیرد. از ریشه روناس در قدیم برای رنگرزی پارچه و نخ استفاده می‌شده‌است.
ریشه روناس دارای ماده‌ای رنگی به نام جوهر روناس می‌باشد که برای رنگرزی بکار می‌رفت ولی بعد از اینکه توانستند این ماده را به طریقه شیمیایی تهیه کنند کشت آن برای تهیه آلیزارین متوقف گردید.
روناس در زمره گیاهان رنگ‌دار صنعتی و دارویی بشمار می‌آید. ریشه روناس حاوی گلیکوزیدهایی به نام اسید روبرتیک، آلیزارین، پورپورین، روبیارین، مواد پکتیکی، رزین و کلسیم است.
ریشه این گیاه به‌خصوص پارانشیم پوستی آن واجد گلوکوزی است که تحت تأثیر (دیاستازی ۲) تجزیه می‌شود و آلیزارین (Alizarine) می‌دهد. این ماده رنگی اگر درون شیره سلولی دیده شود به رنگ زرد است ولی در مجاورت هوا رنگ آن قرمز می‌شود. ریشه این گیاه شامل چندین ترکیب پلی فنلی مانند: پورپواگزانتین (purpuroxanthin)، کوئینزارین (quinizarin)، پورپورین (purpurin) و آلیزارین (alizarin) می‌باشد.

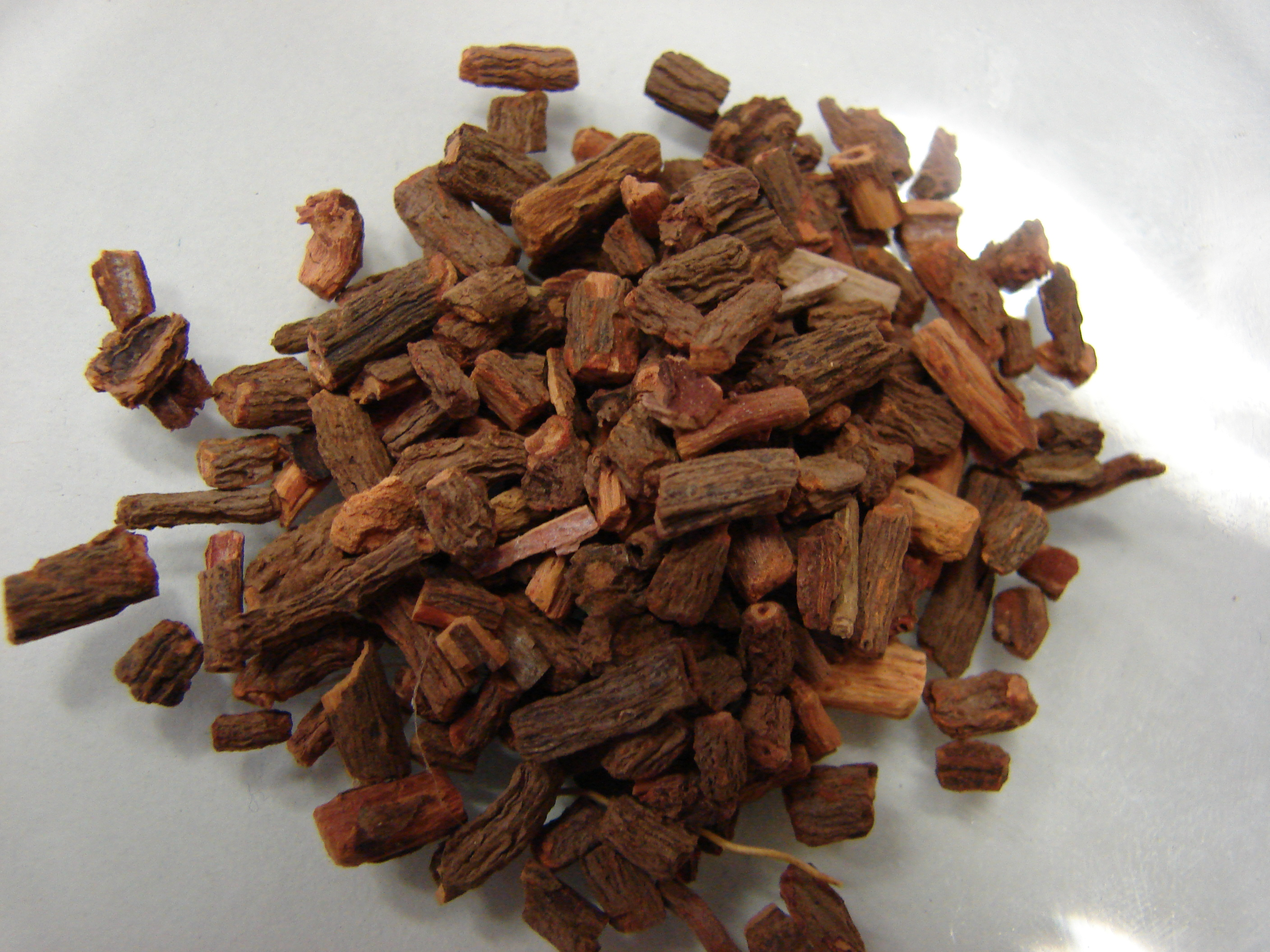
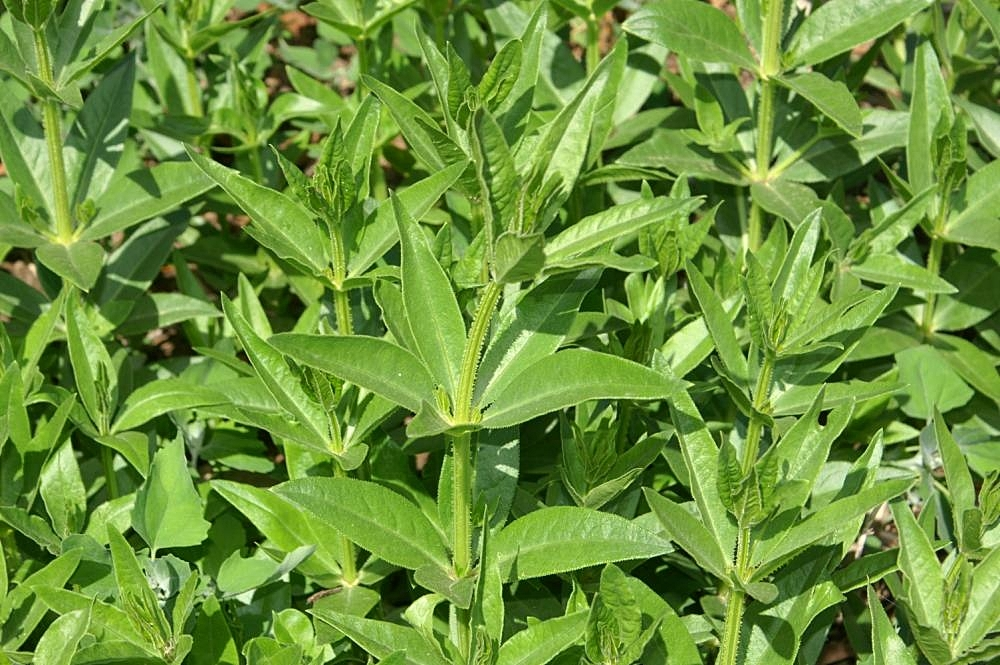
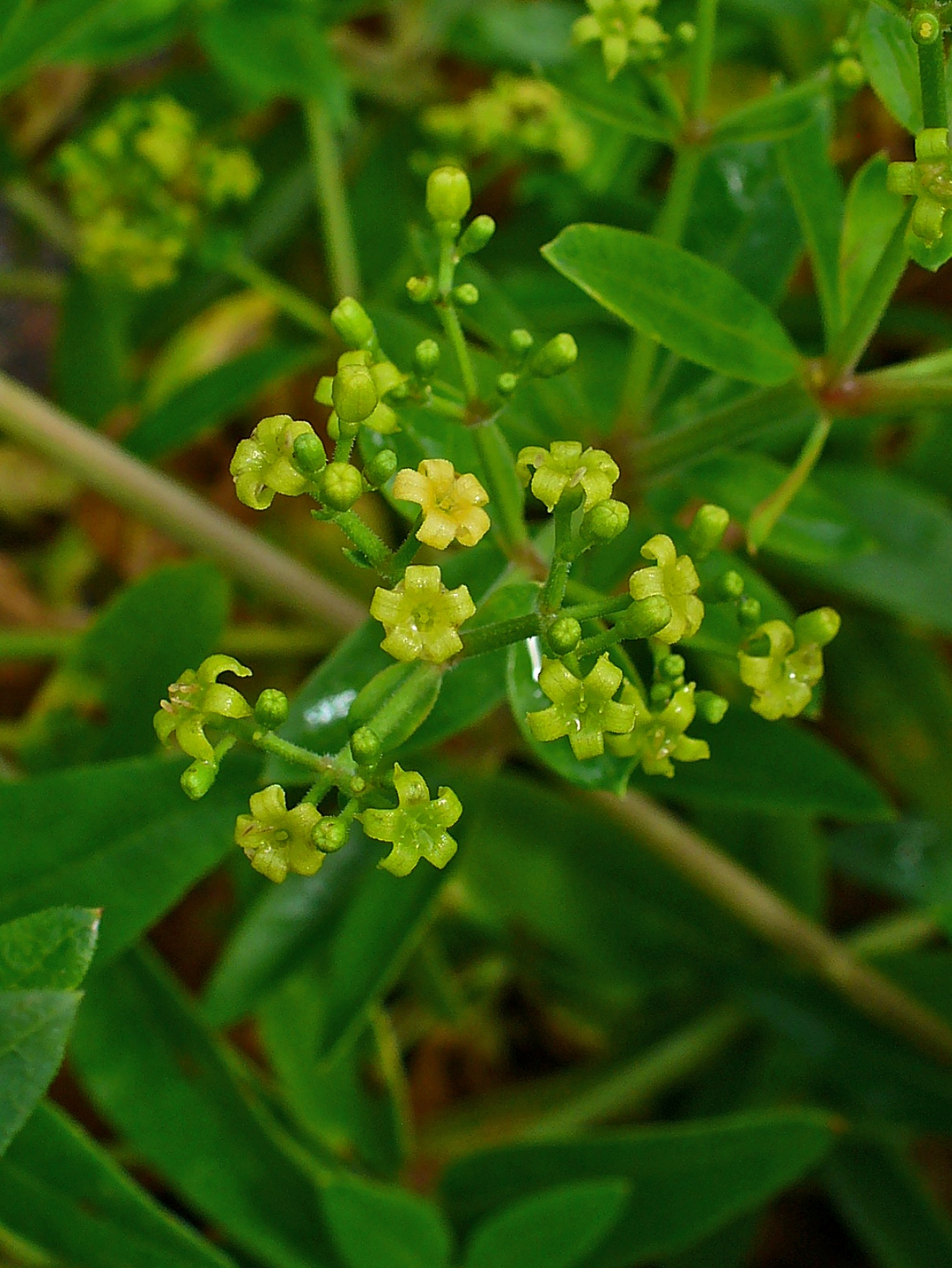
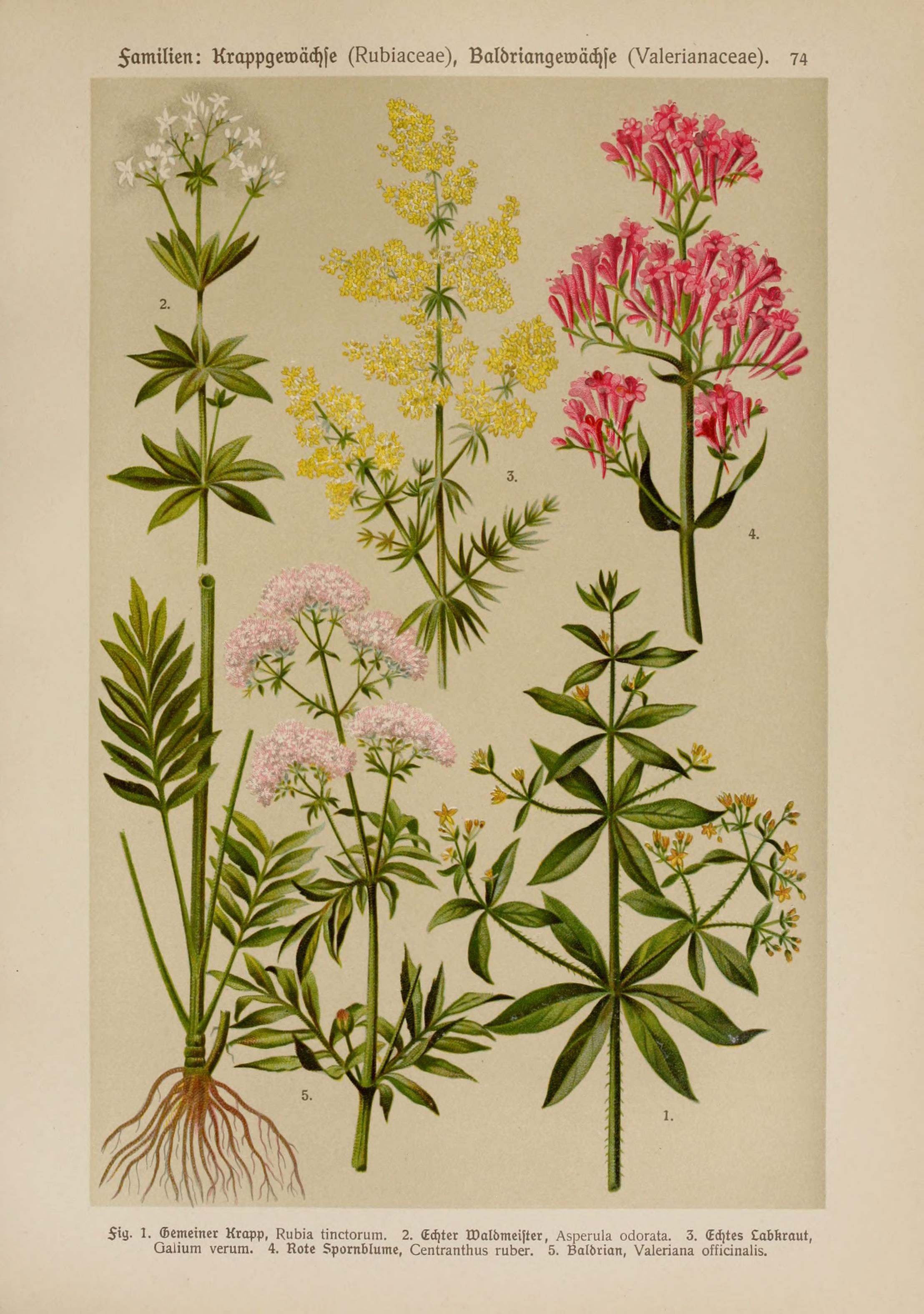

## وضعیت دارویی
روناس از نظر طب قدیم ایران گرم و خشک است.
- ضد باکتری و ضد قارچ است.
- بازکننده گرفتگی‌ها در بدن است.
- ادرارآور است و حبس‌البول را درمان می‌کند.
- برای معالجه بیماری فلج آن را با عسل مخلوط کرده و به بیمار بدهید.
- ترشح شیر را زیاد می‌کند.
- درد سیاسترا رفع می‌کند.
- یبوست‌های سخت را معالجه می‌کند.
- اشتهاآور است.
- قاعده‌آور است.
- خارش پوست را برطرف می‌کند بدین منظور می‌توان از پماد استفاده کرد یا اینکه جوشانده آن را در وان حمام بریزید و مدتی در آن استراحت کنید.
- اوره خون را پائین می‌آورد.
- جوش خوردن استخوان شکسته را تسریع می‌کند.
- تورم را در بدن از بین می‌برد.
- از کمپرس جوشانده روناس برای رفع بیماری‌های پوستی استفاده کنید
- در آذر بایجان و اردبیل به نام «بویاق» معروف است پودر آن را با عسل مخلوط کرده وبا آتل بر روی محل شکستگی استخوان می‌بندند

دم کرده: یک قاشق مرباخوری ریشه خرد شده روناس را در یک لیوان آب جوش ریخته، بگذارید به مدت ۱۰ دقیقه دم بکشد. مقدار مصرف آن نصف فنجان سه بار در روز است.
جوشانده روناس: ۱۰ گرم ریشه روناس را در یک لیتر آب ریخته و بگذارید برای مدت ده دقیقه بجوشد. این جوشیده را در وان حمام بریزید و برای رفع بیماری‌های پوستی در آن استراحت کنید.
زیان‌ها: همان‌طور که گفته شد روناس ترشح ادرار را زیاد می‌کند و فشار آن را بالا می‌برد بنابر این ممکن است در اثر استفاده زیاد ایجاد خون در ادرار کند و در اینصورت بهتر است که روناس با کتیرا خورده شود.
در طب سنتی کرمانشاه روناس (رینیاس در کردی) با زرده تخم مرغ کردی به شکل ضماد برای شکستگی استخوان همراه با آتل به مدت سه روز استفاده می‌شود. در آذربایجان و اردبیل به نام «بویاق» معروف است آن را با عسل مخلوط کرده وبا آتل بر روی محل شکستگی استخوان می‌بندند